# Alessandro Barnabò
Alessandro Barnabò (Foligno, 2 de março de 1801 - Roma, 24 de fevereiro de 1874) foi um cardeal do século XIX.

## Biografia
Nasceu em Foligno em 2 de março de 1801. De família nobre. Filho de Enrico Barnabò, marquês de Palombaro.
Estudou na École militaire de La Flèche de 1812 a 1814 (1) ; no Seminário de Foligno, 1815; no Seminário de Camerino, 1817; estudou direito em Foligno, 1822; e na Universidade La Sapienza , Roma, 1827 (direito).
Cônego coadjutor do capítulo da patriarcal basílica vaticana, 30 de outubro de 1831; ajudante de estúdio do futuro cardeal Paolo Polidori, secretário da SC do Concílio.
Ordenado em março de 1833. Cânon do capítulo da basílica patriarcal do Vaticano, 6 de janeiro de 1836. Suplementar camareiro privado, antes de 5 de maio de 1838. Consultor da SC de Propaganda Fide, 3 de abril de 1838; canonista, 1838-1839. Guardião dos selos da Penitenciária Apostólica, 1839-1856. Prelado doméstico de Sua Santidade, 4 de julho de 1843. Referendário da Cúria Romana, 13 de julho de 1843. Tenente civil do tribunal do Vicariato de Roma, antes de 16 de dezembro de 1843. Consultor da SC de Bispos e Regulares, 1º de agosto , 1843. Prelado da SC de Imunidade Religiosa, antes de 6 de agosto de 1844. Consultor da SC do Santo Ofício, 22 de maio de 1845. Pró-secretário da SC de Propaganda Fide, 12 de julho de 1847; secretário, 13 de agosto de 1848 até sua promoção ao cardinalato.
Criado cardeal sacerdote no consistório de 16 de junho de 1856; recebeu o gorro vermelho e o título de S. Susanna, 19 de junho de 1856. Prefeito da SC de Propaganda Fide e Ritos Orientais, 20 de junho de 1856 até sua morte. Protetor do Pontifício Colégio Norte-Americano, Roma, 1856-1874. Camerlengo da SC dos Cardeais, 13 de março de 1868 até 25 de junho de 1869. Participou do Concílio Vaticano I, 1869-1870; presidente da congregação para os assuntos dos ritos orientais e das missões apostólicas.
Morreu em Roma em 24 de fevereiro de 1874. Exposto na igreja do Colégio Urbano de Propaganda Fide, Roma, e enterrado na igreja del suburbano , propriedade de sua família, Foligno.